# Посткиберпанк
Посткиберпанк (англ. Postcyberpunk) — жанр научной фантастики, развившийся из киберпанка, который, как и предшественник, описывает техническое развитие общества ближайшего будущего и происходящие при этом процессы (всеобщее проникновение информационных технологий, генной и молекулярной инженерии, технологий модификации человеческого тела и другое). Однако в отличие от киберпанка менее мрачен, изобилует политической и социальной сатирой, нередко высмеивает каноны самого киберпанка.

## Возникновение
Киберпанк эпохи восьмидесятых антиутопичен в своём видении грядущих проблем человечеству от новых технологий, ядерного апокалипсиса, мегакорпораций или Большого Брата. В противовес ему в 1990-е благодаря расширению сети интернета, компьютеризации, доступу к информации, что сделало правительственные и коммерческие организации более открытыми для гражданского общества, зародился посткиберпанк. Он опровергает прежние представления об ужасах будущего.
Термин посткиберпанк предложен Лоуренсом Персеном в 1998 году в «Заметках к манифесту посткиберпанка» (англ. Notes Toward a Postcyberpunk Manifesto). Лоуренс утверждал, что научная фантастика вступила в новую эру с выходом книги Брюса Стерлинга «Острова в сети» (1988) и описал термином посткиберпанк книгу Нила Стивенсона «Лавина».

## Характеристика
Описываемая система посткиберпанка является силовым механизмом, существующим, согласно Мишелю Фуко, в «капилярном» виде изнутри, а не извне социального тела. По мнению философа, власть не сосредоточена в руках государства или экономики, а соприкасается с человеческой жизнью через социальные практики в большей степени, чем через убеждения. Технология в посткиберпанке незаметна и является частью повседневной жизни; главный герой — человек системы (журналист, корпорант, полицейский и т. д.), живущий внутри неё и не воспринимающий её как антиутопию. В отличие от киберпанка повествование менее мрачно, изобилует политической и социальной сатирой, нередко высмеивает каноны самого киберпанка. Например, в романе Владимира Войновича «Москва 2042» Советский Союз вследствие истощения нефтяных месторождений «коррупционистами» перешёл на эксплуатацию «парогрузовиков» и «паровых бронетранспортёров», а по нефтепроводу «Дружба» на Запад как сырьё для биотоплива поставляется «вторичный продукт», то есть фекалии.
Примерами произведений жанра можно назвать: японский аниме-сериал «Призрак в доспехах: Синдром одиночки» (2002); «Гаттака» (1997), «Код 46» (2003), «Девушка из понедельника» (2004), «Остров» (2005); роман Владимира Войновича «Москва 2042».

## Поджанры
Как и во всех жанрах научной фантастики, границы посткиберпанка расплывчаты и могут претерпевать влияние других жанров и поджанров.
Направлением посткиберпанка можно назвать Киберпреп (англ. cyberprep: «cyber-» — «кибернетика» и «preppy» — «преппи»), где в утопической мирной жизни киберпанка технологии направлены на улучшение внешнего облика и досуга людей. Пример: книга «Уродина» (2005) американо-австралийского писателя-фантаста Скотта Вестерфельда.
Посткиберпанк также может сочетать элементы Нанопанка и Биопанка:
- Биопанк (англ. biology «биология») — направление в научной фантастике, посвящённое социальным и психологическим аспектам использования генной инженерии и применения биологического оружия. Пример: «Священный огонь» (1996) Брюса Стерлинга.
- Нанопанк (англ. Nanopunk) — направление в научной фантастике, посвящённое социальным и психологическим аспектам применения нанотехнологий. Примеры: «Алмазный век» (1995) Нила Стивенсона, «Эволюция вверх ногами» Станислава Лема.

## Примеры жанра

### Основные представители
- Нил Стивенсон «Алмазный век, или Букварь для благородных девиц» (1995).
- Эллис, Уоррен (автор комиксов)
- Дерик Робертсон
- К. Доктороу
- Т. Уильямс
- А. В. Тюрин
- Пол ди Филиппо
- С. Шульга

### Игры
- Watch Dogs
- Remember Me
- Cyberpunk 2077

### Комиксы
- Трансметрополитен